# Clase Astute
La clase Astute es la nueva generación de submarinos de ataque de propulsión nuclear de la Royal Navy británica. Ofrecen un nuevo estándar para la flota en armamento, mejora en comunicaciones, furtividad y más comodidad para los tripulantes. Lord Drayson dijo que le darán a la flota capacidades globales. Los buques son construidos por BAE Systems en el puerto de Barrow-in-Furness. La serie la conformarán siete submarinos.

## Historia

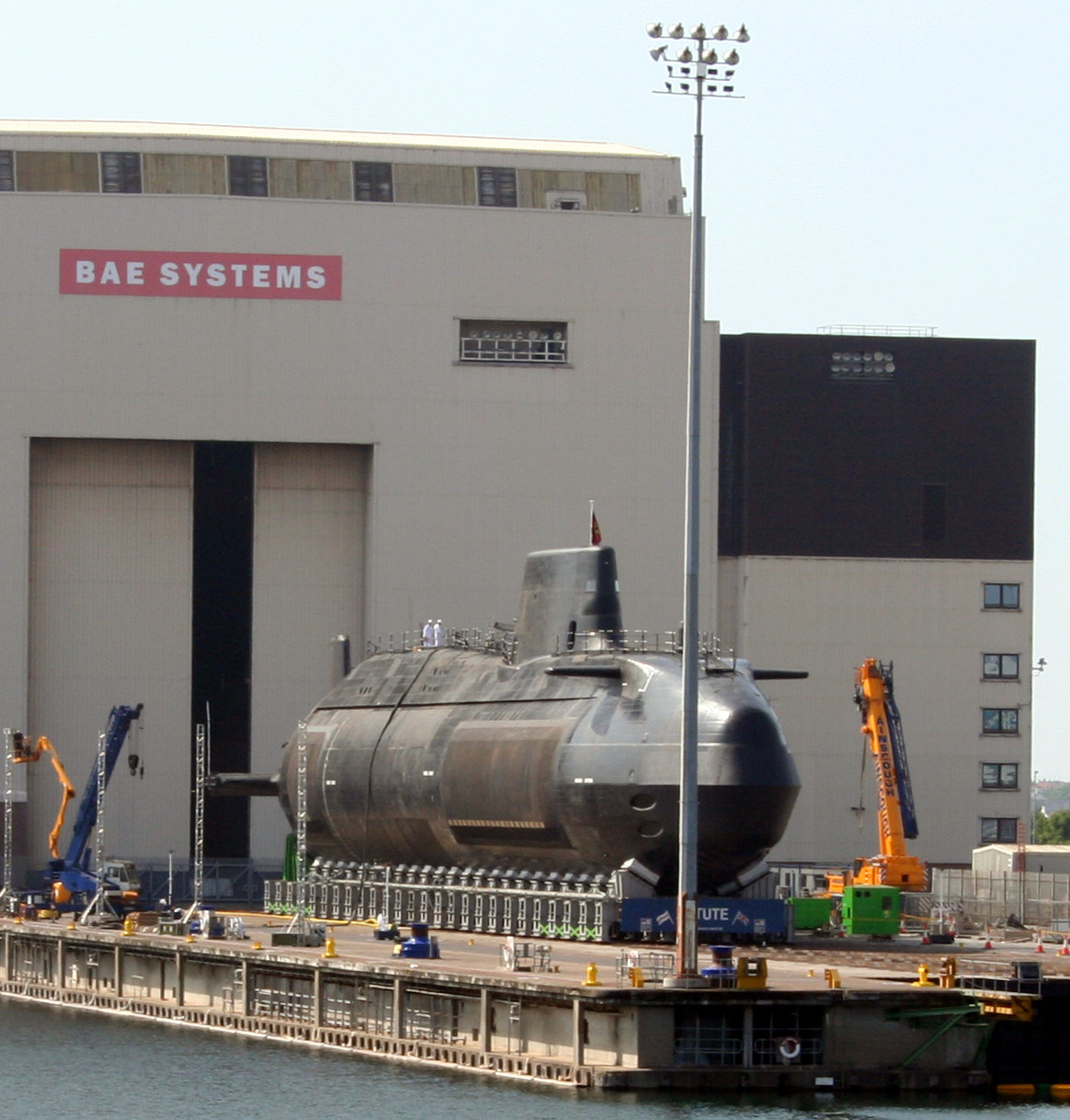
El HMS Astute, líder de la clase, saliendo del dique seco.

### Guerra Fría
A finales de la década de 1960 Gran Bretaña decidió apostar por los submarinos nucleares de ataque. El objetivo era tener unos 20 submarinos, considerados las armas más eficaces para parar la amenaza marítima soviética. Le siguió un ritmo constante de construcción y desarrollo, así a principios de la década siguiente ya había construido las clases Dreadnought, Valiant, Churchill y Swiftsure. A estos últimos siguieron los clase Trafalgar, uno de los mejores diseños de la Guerra Fría. Su plazo medio de construcción era de unos 50 meses.
A finales de la década de 1970 se empezó a trabajar en el submarino qué sustituiría a la clase Swiftsure, el llamado SSN0Z. El proyecto incluía mejoras en la plantas de propulsión nuclear, incremento de la capacidad armamentística, un nuevo sónar integrado, avanzados sistemas de combate, nuevos materiales para el casco e incremento de las características de indetectabilidad. En la década de 1980, el proyecto se suspendió porque los equipos de diseño necesitaban centrarse en la clase Vanguard, pero en 1984 se reanudaron los trabajos. En 1989 se aprobó el inicio de los trabajos de diseño detallado de la nueva clase SSN20 o clase W, un submarino que superaría a los mejores de la armada soviética.
Cuando la clase Swiftsure empezó a quedarse anticuada la Royal Navy decidió buscar un reemplazo. La planificación comenzó en 1986 y terminó en 1989. Con el fin de la Guerra Fría se decidió cambiar el diseño y construir los submarinos para funciones de apoyo de barcos de superficie y de cazasubmarinos (SSN).
Los primeros borradores del submarino se empezaron a finales de la década de 1970, una vez acabado el proyecto de los clase Trafalgar, puestos ya en grada. En principio el diseño debía ser una continuación evolutiva de dichos submarinos, con el reactor nuclear de agua presurizada creado para los submarinos lanzamisiles balísticos clase Vanguard PWR2 (Presurizated Water Reactor 2). Originalmente era un diseño realizado por los servicios de ingeniería del Ministerio de Defensa.
Se buscaba el equilibrio entre coste, capacidad y riesgos de diseño. Como el Almirantazgo estaba satisfecho con los entonces nuevos clase Trafalgar se buscaba basarse en ellos pero lograr mayor profundidad de inmersión, más silencioso y si fuera posible mejor precio. En los años 80, se dio prioridad a los SSBN Vanguard, con lo que el proyecto quedó aparcado puesto que se consideró que no había prisa. Se había empezado a trabajar en una nueva clase de submarinos convencionales y la disuasión nuclear era lo prioritario. Se decidió retrasarlo todo hasta la siguiente década, pero se siguió trabajando, a ritmo muy lento, en el nuevo submarino. 
En 1984 se cambió el nombre del programa por el de FOSSN (Follow-On SSN) y se contactó con el principal fabricante de submarinos nucleares británicos, Vickers (VSEL), para que hiciese estudios de viabilidad.
Los planes originales incluían construir 7 buques para reemplazar a los 5 submarinos clase Swiftsure (que fueron retirados completamente), y a otros 2 de los más viejos de la clase Trafalgar.

### Clase Astute
El 17 de marzo de 1997 el Ministerio de Defensa anunció la decisión de comprar 3 submarinos de esta clase a un costo de 2000 millones de libras. Estos buques llevan los nombres HMS Astute, HMS Ambush y HMS Artful.

### Lote 2 clase Trafalgar
El programa de clase Astute comenzó oficialmente en febrero de 1986 cuando el Ministerio de Defensa británico (MOD) lanzó una serie de estudios destinados a determinar las capacidades y requisitos para el reemplazo de sus submarinos de flota de clase Swiftsure y clase Trafalgar. Estos estudios, llamados proyecto SSN20, se llevaron a cabo durante la Guerra Fría, cuando la Royal Navy mantuvo un fuerte énfasis en la guerra antisubmarina para contrarrestar a los submarinos soviéticos cada vez más capaces. Para hacer frente a esta creciente amenaza los estudios concluyeron que el proyecto SSN20 debería ser un diseño revolucionario, con propulsión nuclear y potencia de fuego significativamente mejoradas, y un "conjunto de sonar integrado" y sistemas de combate más sofisticados. De manera similar, la Armada de los Estados Unidos, que enfrentaba las mismas amenazas, pasó a diseñar y construir la clase Seawolf. Los costes estimados del proyecto SSN20, aunque grandes, no se consideraron una "limitación".
Sin embargo, en 1990 cayó el Muro de Berlín y la Guerra Fría llegó a su fin. El proyecto SSN20 se canceló rápidamente y se inició un nuevo conjunto de estudios de diseño, esta vez con el "control de costos" como objetivo clave. La clase Trafalgar había sido un derivado evolucionado de la clase Swiftsure anterior, y para reducir el coste y el riesgo técnico, se concluyó que esta nueva clase de submarino de flota debería "construirse sobre" el diseño de Trafalgar. Esto se conoció como la clase Batch 2 Trafalgar (B2TC), con la aprobación para la fase de estudios otorgada en junio de 1991. Si bien la filosofía detrás de B2TC era la de un Trafalgar modernizado y mejorado, los primeros conceptos de diseño de B2TC también se vieron fuertemente influenciados por la clase Vanguard en construcción, en particular su planta de generación de vapor nuclear (NSRP).
Debido a la importancia que había ganado el factor precio el Departamento del Tesoro sugirió ahorrar dinero encargando el nuevo submarino a Estados Unidos. Para defender producirlo en casa los expertos británicos aseguraron que encargarlo a otro país costaba casi el doble. Difícil creer que sería más barato construir 7 submarinos que comprarlos dentro de una serie de 41 submarinos, pero ya se había decidido que el submarino debía ser inglés, costase lo que costase.

### Programa Astute
Después de dos años de una fase de estudios sobre B2TC, el MOD decidió sacar a licitación el contrato. En octubre de 1993 se anunció un borrador de invitación a licitar y en julio de 1994 una invitación final a licitar. La invitación final implicó un concurso formal entre el consorcio GEC-Marconi/BMT Limited y el consorcio VSEL/Rolls-Royce, cuyas ofertas se presentaron en junio de 1995. GEC-Marconi y BMT tenían poca experiencia en diseños de submarinos británicos, mientras que VSEL y Rolls-Royce estaban muy involucrados tanto en el diseño como en la construcción de submarinos nucleares británicos.
Durante la fase de evaluación de las ofertas presentadas por ambos equipos, el Ministerio de Defensa favoreció el diseño de GEC-Marconi/BMT tanto por el costo como por la capacidad. La oferta presentada por VSEL/Rolls-Royce era menos atractiva y se consideraba "un diseño caro y aburrido". En junio de 1995 VSEL fue comprada por GEC-Marconi, y con ella, el astillero Barrow. En diciembre del mismo año, el MOD anunció que GEC-Marconi era el postor preferido. La oferta presentada por GEC-Marconi incluía el uso innovador de software CAD 3D y técnicas de construcción modular. Aunque el MOD había adjudicado el contrato a GEC-Marconi, en parte debido a su costo competitivo, aún se consideraba demasiado alto para que el MOD lo firmara. El MOD y GEC-Marconi negociaron un nuevo precio para el contrato, que se fijó en 2.400 millones de libras esterlinas para los primeros tres submarinos Astute, más el apoyo de servicio. El contrato se firmó el 14 de marzo de 1997, para lo que ahora ya se denominaba programa Astute, con un precio máximo fijado, y los sobrecostos asumidos por GEC-Marconi, el contratista.
Aunque B2TC estaba destinado a ser una mejora modesta sobre la clase Trafalgar, no fue el caso de Astute. Con la firma del contrato en marzo de 1997, GEC-Marconi comenzó a trabajar en el desarrollo de un diseño completo e integral para el programa Astute. La comprensión inicial fue que el tamaño del Rolls-Royce PWR2 requería un barco mucho más grande (manga y eslora) y un silencio acústico significativamente mejorado. Se llegó a un nuevo entendimiento entre el MOD y GEC-Marconi de que esta sería una clase completamente nueva y mucho más compleja de lo previsto originalmente.

### Construcción, sobrecostos y retrasos

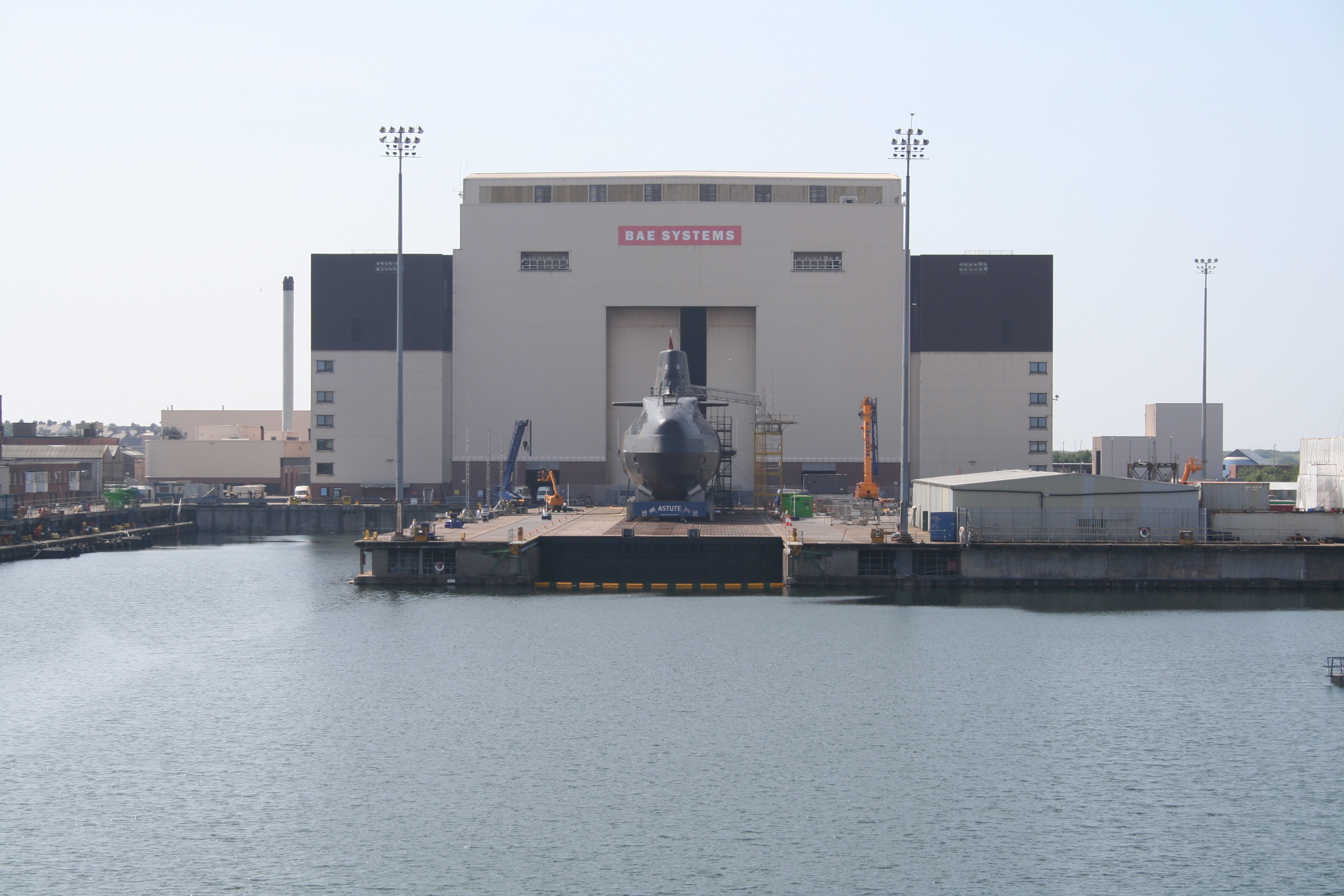
La clase Astute se construye en Devonshire Dock Hall, Barrow-in-Furness

Como el reactor nuclear previsto, el PWR2, era más potente y mayor que el PWR1 de los clase Trafalgar se requería un diámetro de casco más grande. Por tanto el submarino sería mayor y más pesado, debido al nuevo reactor nuclear. Además contaría con un sistema de propulsión basado en hidrochorros (bombas que expulsarían agua para propulsar el submarino) y el mismo sistema de combate y sensores de los últimos SSN de la Royal Navy. Pese a aprovechar componentes ya utilizados, el 70% del submarino era nuevo, a diferencia de la orden del Almirantazgo de crear un Trafalgar actualizado.
Era un submarino construido de modo muy diferente del que hasta entonces había utilizado la Royal Navy. Hasta entonces la Rotal Navy se hacía cargo del diseño completo, y el fabricante simplemente montaba sobre plano lo que le habían encargado. Para complicar las cosas por motivos económicos se quería formar empresas de defensa de gran tamaño, mediante la fusión de otras más pequeñas, lo cual a la vez eso chocaba con la legislación antimonopolio, que buscaba evitar el riesgo de sobrecostes si el proveedor era único. Se estaba viviendo lo que luego se repitió con los futuros grandes programas de defensa británicos y fue imitado por otras naciones. 
Se encargó a GEC-Marconi el proyecto en marzo de 1997, pocos días antes de la convocatoria de elecciones (y por ley, una vez convocadas, todos los proyectos encargados por el gobierno saliente quedan congelados, no pudiendo retomarse los trabajos hasta que el nuevo gobierno dé el visto bueno, para impedir actos no lícitos). GEC-Marconi creó una oficina de diseño en Surrey y buscó ingenieros expertos en submarinos, pero apenas encontró alguno. Como habían pasado diez años desde la fabricación del último submarino británico la mayor parte de los ingenieros habían sido despedidos para ahorrar costes, prácticamente todos se habían dedicado ya a otra cosa. Prometiendo sueldos y condiciones inmejorables, recurriendo a ingenieros estadounidenses y hasta tirando de ingenieros jubilados, se empezó el trabajo.
Pero llegó otro problema, el software de diseño. GEC-Marconi utilizó el CADDS5 ya que no existía uno capaz de manejar el millón de piezas de cada submarino, y tampoco existían servidores con la potencia de proceso necesaria. En cuanto se hacían modificaciones o se añadían elementos el sistema de diseño se ralentizaba o se bloqueaba. Esto supuso sobrecoste debido a retrasos, falta de experiencia en sistemas de CAD 3D, etc. El programa había llegado a un punto crítico.
Una auditoría del Ministerio de Defensa concluyó que había un retraso acumulado de tres años y un sobrecoste de 700 millones de libras. Pese a las dificultades, se había puesto la quilla del Astute en el astillero de Barrow-in-Furness. 
Tras comprar BAE a GEC-Marconi y cambiar la gerencia del programa se paro el trabajo en el astillero y se invirtieron 430 millones de libras esterlinas en el programa. Finalmente, el programa se recondujo y, dos años después de lo previsto, el Astute entró en servicio.
En noviembre de 1999, British Aerospace compró GEC-Marconi y creó BAE Systems. En el momento de la adquisición, habían pasado aproximadamente 20 años desde que se diseñó la clase Vanguard y ya se había botado el último de los submarinos. La fuerza laboral en el astillero Barrow había caído de alrededor de 13.000 a 3.000. Se habían perdido habilidades clave en diseño e ingeniería, principalmente debido a la jubilación o al paso a otras carreras profesionales. Esto generó importantes retrasos y desafíos para que el programa Astute pasara de la fase de diseño a la fase de construcción. El software CAD 3D también causó más retrasos y aumentos de costos, a pesar de que originalmente se promocionó como una medida innovadora de ahorro de costos, al reducir en gran medida las horas-hombre. Sin embargo, una de las razones de esto fue la falta de diseñadores experimentados capaces de usar el software y sus herramientas ampliadas.

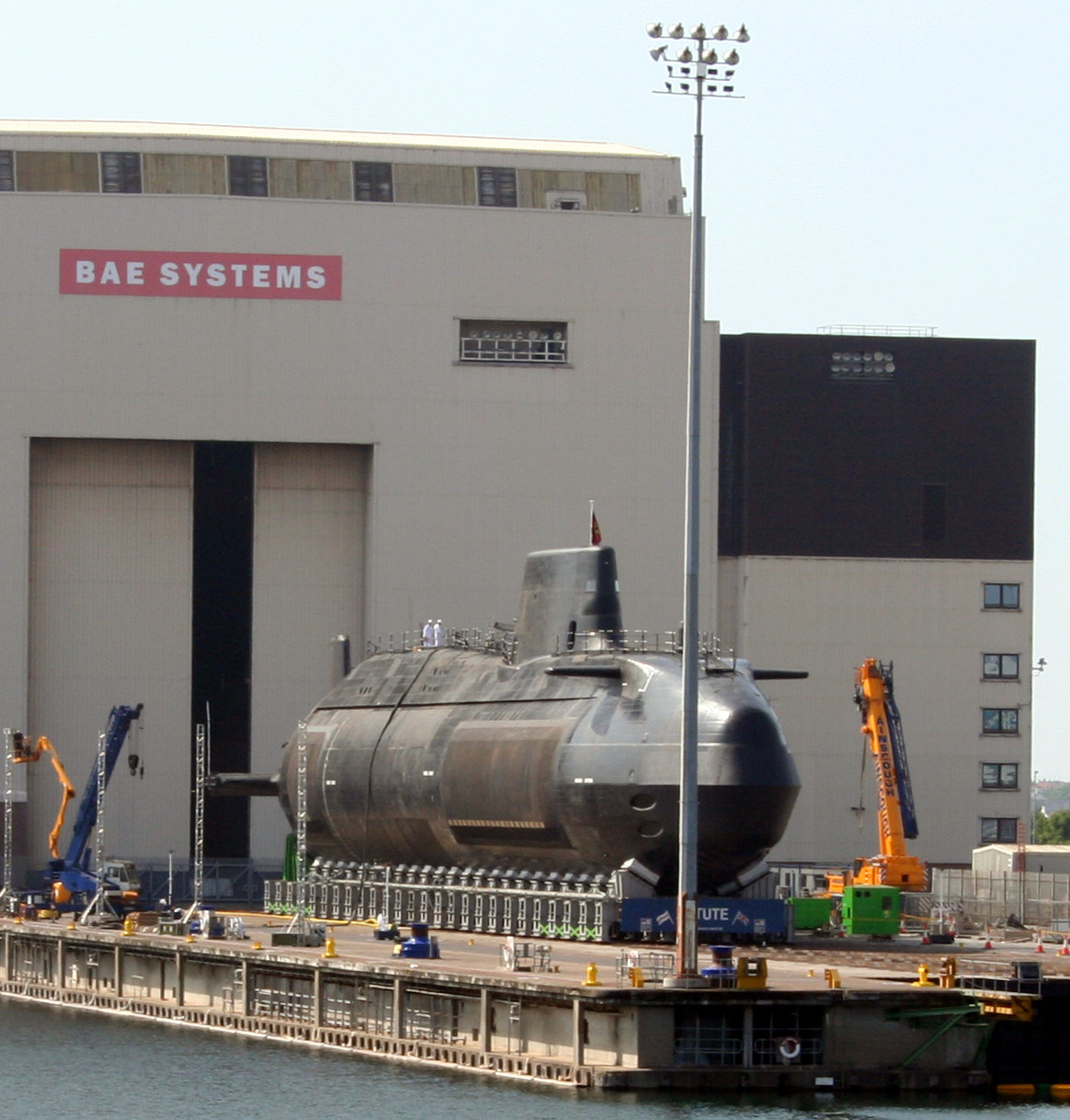
Astute en el ascensor después de su ceremonia de botadura

A pesar de las numerosas dificultades, incluidos los dibujos de diseño incompletos, el primer barco, HMS Astute, se colocó el 31 de enero de 2001. Tal como estaba previsto, se utilizaron métodos de construcción modular, y el barco se construyó en varios módulos en forma de anillo, cada uno de ellos de varios metros de profundidad. longitud. Estos se soldaron entre sí utilizando acero de alta resistencia especialmente diseñado, y luego se equiparon. Sin embargo, desde el submarino 2 en adelante, se ha utilizado equipamiento vertical, por lo que las secciones en forma de anillo se "ponen de pie sobre sus extremos". Esto ha permitido una mejor instalación de equipos grandes y pesados, y también ha demostrado ser más eficiente, con "miles de horas-hombre ahorradas". La clase es el primer submarino nuclear diseñado completamente con software de computadora 3D.
En 2002, tanto BAE como MOD reconocieron que habían subestimado los desafíos técnicos y los costos del programa. En agosto de 2002, se estimó que el programa tenía más de tres años de retraso y cientos de millones de libras por encima del presupuesto. BAE Systems emitió una advertencia de ganancias el 11 de diciembre de 2002 como resultado de los sobrecostes y retrasos. [14] BAE Systems y el MOD posteriormente renegociaron el contrato, en el entendimiento de que el MOD tenía que compartir algunos de los riesgos financieros. En diciembre de 2003 se firmaron las modificaciones del contrato, con el MOD acordando añadir otros 430 millones de libras esterlinas al programa y BAE Systems asumiendo 250 millones de libras esterlinas de los sobrecostos. El Ministerio de Defensa también contó con el asesoramiento y la experiencia de General Dynamics Electric Boat a través de un contrato con la Marina de los EE. UU. Finalmente, un empleado de General Dynamics Electric Boat se convirtió en el director de proyectos de Astute en Barrow.

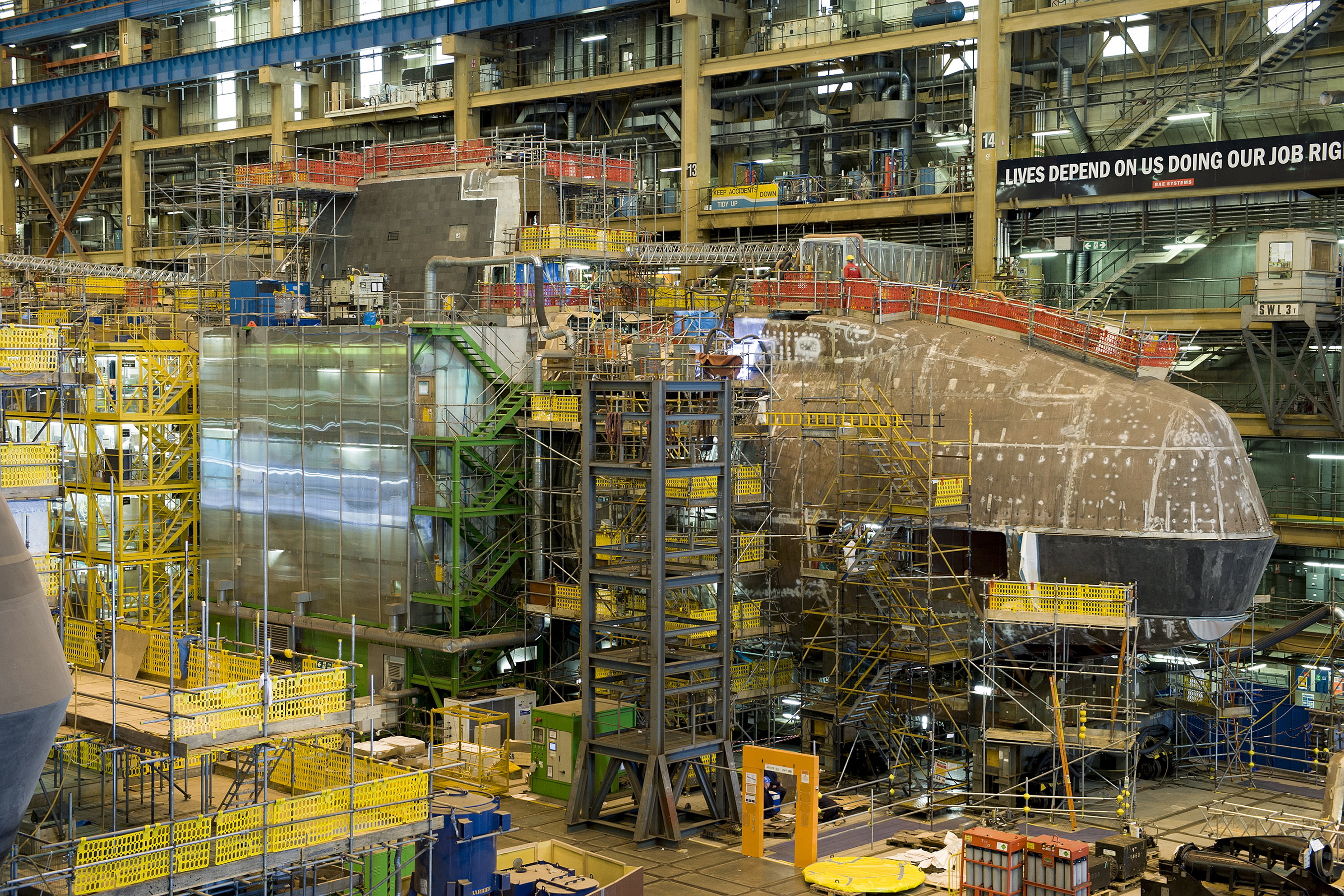
Audacious en construcción

Los aportes de General Dynamics ayudaron a resolver muchos de los problemas de software asociados con CAD 3D; General Dynamics también fue responsable de la introducción del equipamiento vertical y otras técnicas de construcción. En consecuencia, se necesitaba mucho trabajo en Astute ahora que los diseños detallados estaban completos. El 8 de junio de 2007 se botó el Astute y los barcos 2 y 3 (Ambush y Artful) se encontraban en diversas etapas de construcción. Un mes antes se había acordado la adquisición del barco 4 (Audacious). Los barcos 5 y 6 (Anson y Agamemnon) fueron aprobados en marzo de 2010. En junio de 2012 se realizó el pedido para la fabricación del reactor nuclear del barco 7 (Agincourt), así como la producción del primer reactor nuclear para el submarino clase Dreadnought. El 19 de abril de 2017, el Ministerio de Defensa emitió un pedido de 1.400 millones de libras esterlinas para construir Agamenón a BAE Systems.
En noviembre de 2009, un Comité Selecto de Defensa de la Cámara de los Comunes descubrió que los retrasos debido a problemas técnicos y de programa llevaron a la clase Astute a una posición de 57 meses de retraso y un 53 por ciento (o 1350 millones de £) por encima del presupuesto, con un costo previsto de 3.900 millones de libras esterlinas para los tres primeros barcos. La entrega del barco 4 o HMS Audacious se retrasó de 2019 a 2021 debido a "problemas técnicos emergentes". En febrero de 2020, James Heappey, subsecretario de Estado parlamentario para la defensa, confirmó que la fecha de entrada en servicio del último SSN, HMS Agincourt, se había retrasado hasta 2026.

### Resumen de coste del programa
|                | Coste esperado hasta la finalización en el momento de la aprobación | Coste previsto actual hasta la finalización | Cambio           |
| -------------- | ------------------------------------------------------------------- | ------------------------------------------- | ---------------- |
| Submarinos 1–3 | 2.233 mil millones de libras esterlinas                             | 3.536 mil millones de libras esterlinas     | 58% Incremento   |
| Submarino 4    | 1.279 mil millones de £                                             | 1.492 mil millones de £                     | 16% Incremento   |
| Submarino 5    | 1.464 mil millones                                                  | 1.420 mil millones                          | 3% Decrecimiento |
| Submarino 6    | 1.579 mil millones de £                                             | 1.533 mil millones de £                     | 3% Decrecimiento |
| Submarino 7    | 1.642 mil millones de £                                             | 1.640 mil millones de £                     | Sin cambios      |

## Características
Los submarinos están propulsados por un reactor Rolls Royce PWR2 y una hélice y son un 30 % más largos que otras naves de ataque de la Royal Navy. Tendrán un refuerzo en su casco para poder emerger en los casquetes polares, y están armados con misiles crucero Tomahawk, además de los nuevos Tomahawk tácticos.
Su punto fuerte es su capacidad de ocultación a los sonares, que se debe gracias a 39 000 placas anecoicas. Otra característica importante es su nuevo sistema de Sonar 2076, capaz de identificar y rastrear blancos con un alcance de varios miles de millas cuadradas de océano.

### Armas y sistemas

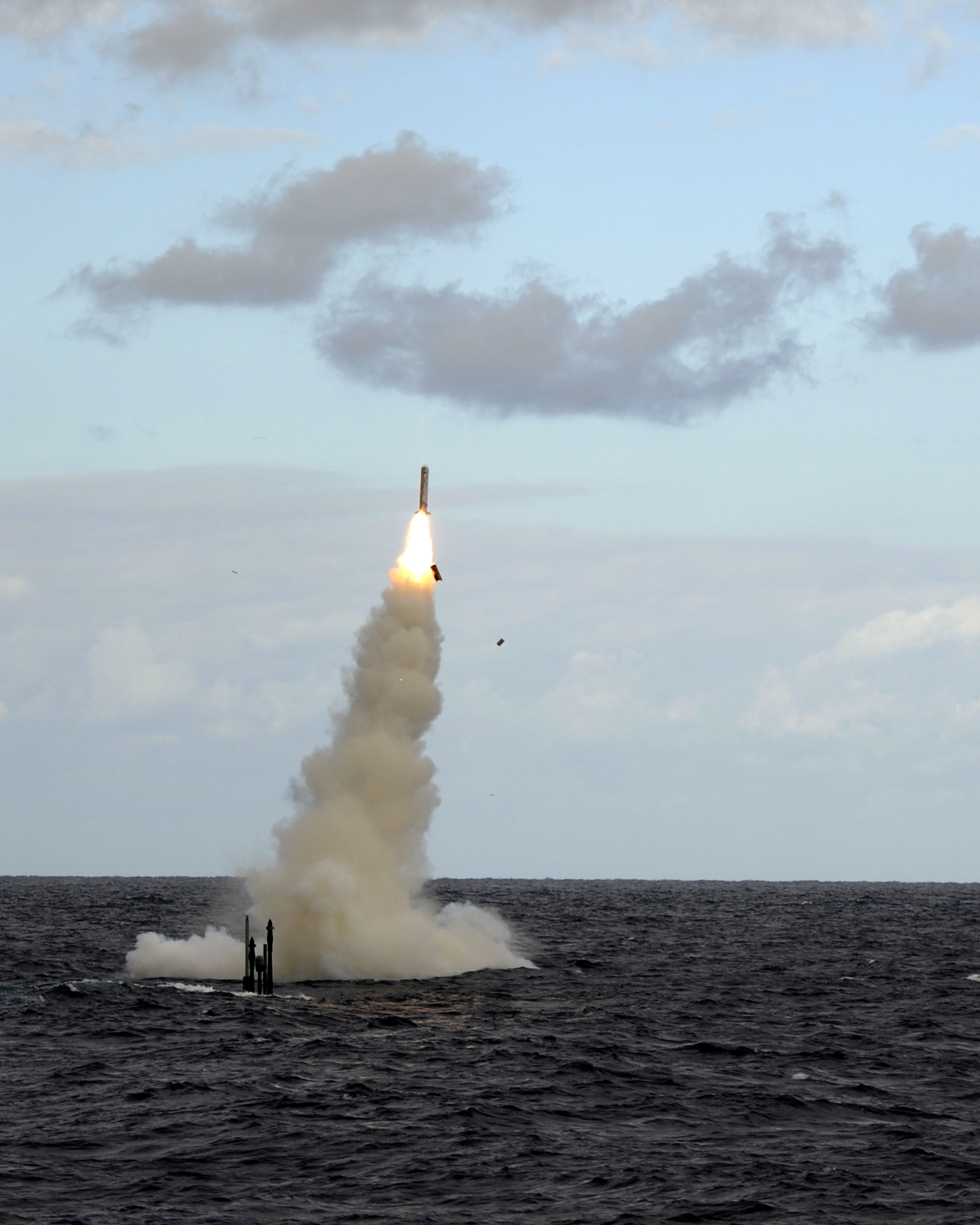
Astute disparando un misil de crucero Tomahawk Bloque IV

La clase Astute tiene almacenamiento para 38 armas y normalmente llevaría una combinación de torpedos pesados Spearfish y misiles de crucero Tomahawk Bloque IV, estos últimos con un costo de £ 870,000 cada uno. Los misiles Tomahawk son capaces de alcanzar un objetivo dentro de unos pocos metros, con un alcance de 1.000 millas (1.600 kilómetros). En mayo de 2022, el MOD anunció que actualizaría estos misiles al estándar Block V a partir de 2024, que cuenta con un rango extendido y una comunicación en vuelo modernizada y selección de objetivos. El Astute Combat Management System es una nueva versión del Submarine Command System utilizado en otras clases de submarinos británicos. El sistema recibe datos de los sensores de la embarcación y muestra los resultados en las consolas de mando. Los submarinos también tienen ecosondas de alta precisión Atlas Hydrographic DESO 25, dos mástiles optrónicos que no penetran en el casco CM010, en lugar de periscopios convencionales, que transportan imágenes térmicas y sensores de TV CCD en color y TV con poca luz. La clase también monta un sistema Sucesor IFF.
Para detectar barcos y submarinos enemigos, la clase Astute está equipada con el sofisticado Sonar 2076, un conjunto integrado de sonar de búsqueda y ataque pasivo/activo con matrices de proa, intercepción, flanco y remolque. BAE afirma que el 2076 es el mejor sistema de sonda del mundo. Todos los submarinos de la clase Astute estarán equipados con el sistema de combate común avanzado.

### Propulsión y especificaciones generales
Los barcos de la clase Astute están propulsados por un Rolls-Royce PWR2 (Core H) (un reactor de agua a presión) y equipados con un propulsor de chorro de bomba. El reactor PWR2 fue desarrollado para los submarinos de misiles balísticos de clase Vanguard y tiene una vida útil de 25 años sin necesidad de reabastecimiento de combustible. Como resultado, los nuevos submarinos son aproximadamente un 30 por ciento más grandes que los submarinos de la flota británica anterior, que funcionaban con reactores de menor diámetro. Según fuentes oficiales se puede esperar del reactor nuclear una vida útil de más de 25 años, lo que esencialmente otorga a los clase Astute un alcance ilimitado en sus cruceros, dependiendo solo de las reservas de alimentos y la fatiga de la tripulación. La velocidad máxima se cree es de más de 25 nudos (46 km/h.) y por tanto en veinticuatro horas pueden cubrir una distancia de más de 800 km.. El sistema de propulsión sustituye a las hélices con un sistema de bombas de propulsión de agua ultra silenciosas especialmente diseñadas. Además buscando la menor firma acústica el casco en sí está revestido con baldosas que absorben el ruido (hechas con polímero sintético, se les denomina baldosas anecoicas). Todo esto ayudar a maximizar las características de sigilo, dificultando la detección por el sonar enemigo. El acero del casco mide hasta 17,7 cm. en su punto más grueso, lo que se cree permite una profundidad máxima de inmersión superior a 150 m., seguramente muchos más metros en realidad ya que el dato real es alto secreto.
Como todos los submarinos de la Royal Navy, la aleta del puente de los barcos de la clase Astute está especialmente reforzada para permitir salir a la superficie a través de los casquetes polares. Estos submarinos también pueden equiparse con un refugio de cubierta seca, que permite el despliegue de fuerzas especiales (por ejemplo, comandos del SBS) mientras el submarino está sumergido.  Más de 39.000 losetas acústicas enmascaran la firma sonora de la embarcación, dando a la clase Astute cualidades acústicas mejoradas sobre cualquier otro submarino operado anteriormente por la Royal Navy.
Una evaluación de seguridad de 2009 realizada por el Regulador de Seguridad Nuclear de Defensa concluyó que la seguridad del reactor PWR2 estaba significativamente por debajo de las buenas prácticas en dos áreas importantes: accidente por pérdida de refrigerante y control de la profundidad submarina después del apagado de emergencia del reactor. El regulador concluyó que el PWR2 era "potencialmente vulnerable a una falla estructural del circuito primario", que es un modo de falla con importantes riesgos de seguridad para la tripulación y el público. Se han modificado los procedimientos operativos para minimizar estos riesgos.
Astute es la segunda clase de submarinos de la Royal Navy, después de la clase Vanguard, en tener una litera para cada miembro de la tripulación del barco, poniendo fin a la práctica de ' hot bunking ', en la que dos marineros en guardias opuestas compartían la misma litera en diferentes veces. Sin embargo, tienen menos espacio en la cubierta que el submarino de clase Valiant construido 45 años antes y una auditoría de la Junta de Defensa reconoció que se habían cometido errores en los estándares de alojamiento y problemas de calidad de vida. 
Dado que es de propulsión nuclear, el barco tiene teóricamente una autonomía ilimitada, aunque en la práctica está limitada a 90 días en el mar en función de los alimentos transportados (incluidas 18.000 salchichas y 4.200 Weetabix) y la autonomía de la tripulación.
En 2012, durante el ejercicio conjunto Fellowship, Astute realizó batallas simuladas contra el último submarino de clase Virginia de la Marina de los Estados Unidos, el USS New Mexico. Se citó al comandante de la Royal Navy Iain Breckenridge: "Nuestro sonar es fantástico y nunca antes había experimentado sostener un submarino en el rango que teníamos el USS New Mexico. Los estadounidenses quedaron completamente desconcertados, asombrados con lo que estaban viendo".

### Problema de velocidad máxima
La clase Astute está diseñada para alcanzar una velocidad máxima de 29 a 30 nudos (54 a 56 km/h), pero en 2012 se informó que esta velocidad no se pudo alcanzar en las pruebas debido a una discordancia entre el reactor y la turbina. Sin embargo, en enero de 2015, la Oficina Nacional de Auditoría confirmó que la demostración del requisito de velocidad máxima (o Medida clave de rendimiento (KPM)) para la clase Astute fue exitosa.

### Comodidad
Los submarinos nucleares realizan largos cruceros de meses. Por ello cuidar la comodidad de la tripulación es esencial. Para alimentar con regularidad a los 98 tripulantes cuenta con cinco cocineros que dan servicio las 24 horas del día. Las reservas de alimentos permiten hasta 90 días de operación en el mar antes de que se requiera reposición. Hay que recordar que el recorrido típico de patrulla tiene una duración prevista de aproximadamente 10 semanas. Una unidad integrada de tratamiento de agua y aire proporciona agua dulce y aire a la tripulación. Las comodidades incluyen camas individualizada para cada tripulante así como once camas adicionales para caso eventual. Hay cinco duchas completas para higiene general y cinco aseos.

### Incidentes
- El 22 de octubre de 2010, el Ministerio de Defensa confirmó que Astute había "tropezado con dificultades" frente a la isla de Skye durante los juicios, después de que testigos presenciales informaran que el submarino había encallado a unas pocas millas del puente de Skye. No hubo reportes de lesiones.[34]
- El 20 de julio de 2016, Ambush sufrió daños en la parte superior de su torre de mando durante una colisión con un barco mercante mientras salía a la superficie en un ejercicio en aguas de Gibraltar. Se informó que ningún miembro de la tripulación resultó herido durante la colisión y que la sección del reactor nuclear del submarino no sufrió daños.[35]

## Unidades de la clase
| Nombre               | Número de casco | Estado                 | Puesta de quilla      | Botado               | Asignado             |
| -------------------- | --------------- | ---------------------- | --------------------- | -------------------- | -------------------- |
| HMS Astute (S119)    | S119            | En servicio            | 31 de enero de 2001   | 8 de junio de 2007   | 27 de agosto de 2010 |
| HMS Ambush (S120)    | S120            | En servicio            | 22 de octubre de 2003 | 6 de enero de 2011   | 1 de marzo de 2013   |
| HMS Artful (S121)    | S121            | En servicio            | 11 de marzo de 2005   | 17 de mayo de 2014   | 2015                 |
| HMS Audacious (S122) | S122            | En servicio            | 24 de marzo de 2009   | 28 de abril de 2017  | 3 de abril de 2020   |
| HMS Anson (S123)     | S123            | En servicio            | 18 de julio de 2013   | 20 de abril de 2021  | 31 de agosto de 2022 |
| HMS Agamemnon (S124) | S124            | Pruebas previas al mar | 13 de octubre de 2011 | 3 de octubre de 2024 | 2025                 |
| HMS Agincourt (S125) | S125            | En construcción        | ?                     | ?                    | 2026                 |

## Nuevo buques
Se construirán 7 submarinos de esta clase para tiempos de paz, y en el futuro se podrían construir nuevos submarinos. Para el 28 de agosto de 2006 BAE negociaba un nuevo contrato, para construir otros 4 submarinos Astute.

## Incidentes
El 22 de octubre de 2010, el primer submarino HMS Astute (S119), encalló frente a la isla de Skye (Escocia), sin que hubiera víctimas. El buque pudo ser reflotado, aprovechando la marea alta, y reparado.
El miércoles 20 de julio de 2016 un submarino de la clase Astute, el HMS Ambush, colisionó con un barco mercante en Gibraltar; sin embargo no se reportaron víctimas ni daños al reactor del submarino. España solicitó una explicación sobre la presencia de dicho submarino en el área.
A finales de julio la Marina Real británica ha desclasificado una lista de accidentes y sus implicaciones.